# Liste der Monuments historiques in Curzay-sur-Vonne
Die Liste der Monuments historiques in Curzay-sur-Vonne führt die Monuments historiques in der französischen Gemeinde Curzay-sur-Vonne auf.

## Liste der Bauwerke
| Bezeichnung      | Beschreibung                  | Standort | Kennzeichnung | Schutzstatus | Datum | Bild           |
| ---------------- | ----------------------------- | -------- | ------------- | ------------ | ----- | -------------- |
| Domäne           | Erbaut ab dem 15. Jahrhundert | (Lage)   | PA00105448    | Inscrit      | 1927  |                |
| Kirche St-Martin | Erbaut im 16. Jahrhundert     | (Lage)   | PA00105449    | Classé       | 1925  | weitere Bilder |

## Liste der Objekte

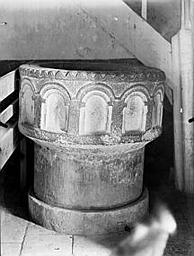
Taufbecken aus dem 12. Jahrhundert in der Kirche St-Martin

- Monuments historiques (Objekte) in Curzay-sur-Vonne in der Base Palissy des französischen Kultusministeriums